# Antonín Stecker
Antonín Stecker (arabský pseudonym Abú ankabút – Otec pavouků) (19. května 1855 Kosmonosy – 15. dubna 1888 Mladá Boleslav), byl český cestovatel. V letech 1878–1879 podnikl cestu po Libyi, 1880–1883 cestoval po Etiopii.

## Život
Narodil se jako nejstarší syn Antonína Steckera, prokuristy v textilní továrně a jeho manželky Rosiny. Mladší bratr Severin se stal architektem a další bratr Karel (22.1.1861 – 13.3.1918) hudebním skladatelem a pedagogem. Po ovdovění se matka Rosina provdala za profesora klasické filologie na mladoboleslavském gymnáziu Rudolfa Jermáře. S tím měla devět dětí, z nichž čtyři se dožily dospělého věku: František (doktor, vrchní štábní lékař), Milada (učitelka), Rudolf (strojní inženýr) a Julius (právník).
Vystudoval gymnázium v Mladé Boleslavi a roku 1877 ukončil studium biologie na Karlo-Ferdinandově univerzitě v Praze u Antonína Friče. Ještě během studií přispíval do různých časopisů (Vesmír, Osvěta a Světozor) články z oboru zoologie a entomologie. Ovládal sedm jazyků.  Ve studiu pokračoval na univerzitě v Heidelbergu. Zde vstoupil do německé Africké společnosti (Deutsche Gesellschaft zur Erforschung Äquatorial–Afrikas) a v roce 1878 provázel cestovatele a diplomata Gerharda Rohlfse (1831–1896) a jeho manželku na jejich cestě po Africe. Vypluli 15. října 1878 z Marseille přes Maltu do Tripolisu. Odtud putovali přes město Sokna do oáz Kufra, kam se dosud Evropané nedostali. Pokračovat měli na jihovýchod. Chtěli navázat diplomatické styky s wadajským sultánem (dnes na východě Čadu) a prozkoumat oblast na jih od Konga a středoafrická jezera. V jižní Libyi však byli napadeni Sennusi a museli se vrátit do Benghází. Rohlfs se vrátil do Evropy a Stecker zůstal v Africe, kde prováděl přírodovědecká a geografická bádání v oblasti Čadského jezera.
V roce 1880 odjel do Káhiry, kde se připojil k další Rohlfsově expedici do Etiopie (Habeše). Přistáli v Massawě (dnes eritrejský přístav u Rudého moře). Byli přijati etiopským králem Janem IV. Rohlf se vrátil zpět do Evropy a Stecker plánoval šestiměsíční cestu po Etiopii. Sbíral informace o jezeru Tana a pokoušel se dostat do království Kaffa na západě země. Ve válce mezi královstvími Godjam (Gojjam) a Šewa (Shoa) se ale stal zajatcem krále Menelika, který ho považoval za vyzvědače. Později cestoval v doprovodu královské armády a objevil několik jezer a prameny řeky Awaš. Byl deportován do města Dibdila, ovšem na přímluvu italského cestovatele Orazia Antinoriho (1811–1882) mohl znovu cestovat po království Šewa. Do map zakreslil osm Evropanům neznámých jezer a také jezero Tana. Prozkoumal prameny řek Džuba a Šibelli. Dostal se až na území Gallů a jeho zápisky jsou cenným svědectvím o životě tehdejších obyvatel střední Afriky.
Od krále Jana IV. dostal Řád Šalomounovy pečeti za přírodovědné objevy. V roce 1883 se rozhodl vrátit do Evropy přes Gondar, Aksúm, pak lodí přes Janov a 25. října přijel do Mladé Boleslavi. Jeho sbírky jsou umístěny v Náprstkově muzeu. O svých cestách psal články do odborných i populárních časopisů, pořádal přednášky v českých městech. Nepodařilo se mu prosadit se jako vědecký pracovník a žil v nuzných poměrech, s podlomeným zdravím. Připravovaný cestopis, v němž chtěl zpracovat všechny podklady z putování po Africe včetně map, nákresů a akvarelů, už nedokončil. Zemřel na tuberkulózu a zánět pohrudnice ve věku 32 let v Mladé Boleslavi.
Z poslední cesty si Stecker domů přivezl černošského chlapce Tiksu. Ten pak žil ve Steckerově rodině, později byl pokřtěn a odeslán do Říma, kde se měl stát misionářem. V Římě zemřel.